# Clementina Isabel Azlor
Clementina Isabel Azlor (Buenos Aires, 1902 - 29 de noviembre de 1946), fue una escritora, poeta y docente argentina. Se recibió de profesora superior de francés e inglés y se dedicó al estudio de la literatura y la música clásica. Ejerció como docente y escribió varios manuales de educación, obras didácticas y textos escolares. Fue autora de la primera publicación sobre enseñanza de la redacción. Publicó artículos y poemas en las revistas Nosotros, El Hogar y en el diario La Razón. Era hermana de Ernestina Azlor, también artista. Su busto fue incorporado al "Jardín de los Poetas", en San Juan.

## Biografía
Luego de estudiar en la escuela normal, se recibió como Profesora Superior de Francés e Inglés, especializándose posteriormente en lengua y literatura inglesa, francesa y española.
Durante su labor como docente frente al aula pudo comprobar las falencias del alumnado en el correcto ejercicio de la redacción. Fruto de su investigación al respecto publicó, en el año 1943, Enseñanza de la redacción, un libro que resultó ser material de formación y consulta para docentes de la época.
En 1926, en la revista cultural Nosotros, publicó su primera composición poética. Colaboró también en la revista El Hogar, así como en el diario La Razón.
Formó parte, como asesora, del Consejo Nacional de Educación, en relación con la implementación de programas en el área de lengua.

## Obras
Obras didácticas
- Enseñanza de la redacción.[5]
- En camino.[6]
- Atalaya.[7]

Obras en prosa
- Milagros de Nochebuena y Reyes (edición de 39 ejemplares para bibliófilos, ilustrada y decorada a mano por su hermana Ernestina).[8]

Obra poética
- Ritmos en el camino, 1929.[9]
- Eslabones, 1934.[10]
- Gajo serrano, 1935.[11]
- Río abajo, 1937.[12]
- Novena de primavera, Reválida del cielo, 1955 (edición póstuma).

El pedestal del Mástil de Los Cocos (monolito construido por Ernestina Alzor), lleva una poesía de Clementina Isabel Azlor, escrita en honor al pabellón nacional.